# Bulangkulon
Bulangkulon is een bestuurslaag in het regentschap Gresik van de provincie Oost-Java, Indonesië. Bulangkulon telt 2125 inwoners (volkstelling 2010).